# Медоус-Плейс (Техас)
Медоус-Плейс (англ. Meadows Place) — місто (англ. city) в США, в окрузі Форт-Бенд штату Техас. Населення — 4767 осіб (2020).

## Географія
Медоус-Плейс розташований за координатами 29°39′3″ пн. ш. 95°35′13″ зх. д. / 29.65083° пн. ш. 95.58694° зх. д. (29.650916, -95.586896).  За даними Бюро перепису населення США в 2010 році місто мало площу 2,44 км², з яких 2,44 км² — суходіл та 0,00 км² — водойми.

## Демографія
Згідно з переписом 2010 року, у місті мешкало 4660 осіб у 1715 домогосподарствах у складі 1283 родин. Густота населення становила 1909 осіб/км².  Було 1764 помешкання (723/км²).
Расовий склад населення:
| - 65,1 % — білих - 17,3 % — азіатів - 9,3 % — чорних або афроамериканців - 0,6 % — корінних американців - 0,1 % — вихідців з тихоокеанських островів - 4,5 % — осіб інших рас |

До двох чи більше рас належало 3,2 %. Частка іспаномовних становила 18,2 % від усіх жителів.
За віковим діапазоном населення розподілялося таким чином: 23,4 % — особи молодші 18 років, 60,4 % — особи у віці 18—64 років, 16,2 % — особи у віці 65 років та старші. Медіана віку мешканця становила 43,3 року. На 100 осіб жіночої статі у місті припадало 88,9 чоловіків;  на 100 жінок у віці від 18 років та старших — 83,8 чоловіків також старших 18 років.
Середній дохід на одне домашнє господарство  становив 94 002 долари США (медіана — 88 646), а середній дохід на одну сім'ю — 104 703 долари (медіана — 99 375). Медіана доходів становила 58 036 доларів для чоловіків та 55 341 долар для жінок. За межею бідності перебувало 6,3 % осіб, у тому числі 11,0 % дітей у віці до 18 років та 6,1 % осіб у віці 65 років та старших.
Цивільне працевлаштоване населення становило 2341 особа. Основні галузі зайнятості: освіта, охорона здоров'я та соціальна допомога — 30,0 %, роздрібна торгівля — 13,4 %, науковці, спеціалісти, менеджери — 11,0 %.